# Chilliwack (Brits-Columbia)
Chilliwack is een stad in het zuiden van de Canadese provincie Brits-Columbia. De stad telde 93.203 inwoners in 2021.
Chilliwack ligt ongeveer 100 km ten oosten van de stad Vancouver. Aan de noordkant wordt de stad begrensd door de Fraser river. In het zuiden wordt de stad begrensd door de Vedder river en de Amerikaanse staat Washington.
In Chilliwack wonen vele (nakomelingen van) Nederlandse emigranten.

## Geboren
- Bria Skonberg (1983), zangeres, trompettiste, songwriter
- Tyler Christopher (1983), atleet
- Kevin Hill (1986), snowboarder
- Jordyn Huitema (2001), voetbalster